# Goyocephale
Goyocephale (dal greco "goyo"=decorata, "cephale"=testa) è un genere estinto di dinosauro ornitopode vissuto nel periodo cretaceo, circa 70 milioni di anni fa (Maastrichtano).

## Caratteristiche principali
Il goyocephale (il cui nome significa testa decorata) era un dinosauro della famiglia dei Pachycephalosauridae; scoperto da A. Perle nel 1982. Al contrario del homalocephale la sua testa aveva protuberanze ossee sul cranio e, dietro alla cupola, 4 o 5 grosse spine. Il suo cranio era spesso 20 cm e il maschio lo usava nei combattimenti contro i suoi simili colpendoli a testate sui fianchi per assicurarsi l'accoppiamento. La sua colonna vertebrale e il suo bacino erano fatti apposta per sopportare gli urti.
Il Goyocephale è un dinosauro ornitisco relativamente interessante. Come membro basale del Pachycephalosauria, esibisce le caratteristiche che sono comuni, se non universalmente dominanti, a questo gruppo: arti anteriori estremamente brevi, ossa dorsoventrali ispessite del tetto del cranio (parietale, frontale) con le ossa marginali del cranio ispessite (sopraoccipitali, squamoso, postorbitali, lacrimale), presenza di ossificazioni accessorie fra il lacrimale ed il postorbitali fusi per far parte del margine orbitale ed ornamenti sotto forma di piccoli nodi sugli squamosi e sui parietali. 

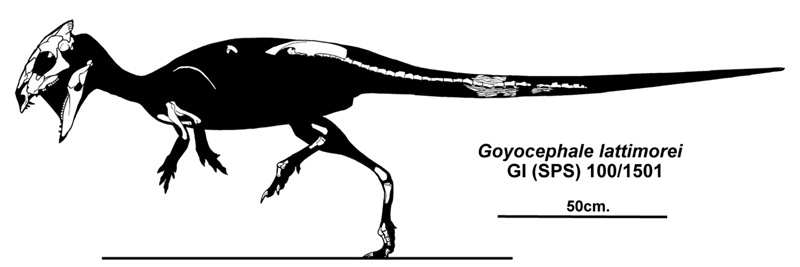
Ricostruzione dello scheletro di Goyocephale lattimorei

A livello sistematico, è quasi il taxon base tra i Pachycephalosauria; ciò è dovuto in gran parte a causa dei relativi denti, che sono numerosi ed eterodonti (cioè, sono distintamente differenziati). Presenta, inoltre, corti canini su entrambe le arcate. Quando chiudeva la bocca quelli inferiori si infilavano in appositi spazi nella mascella.